# Syrphophilus dilleriator
Syrphophilus dilleriator är en stekelart som beskrevs av Aubert 1976. Syrphophilus dilleriator ingår i släktet Syrphophilus och familjen brokparasitsteklar. Inga underarter finns listade i Catalogue of Life.